# Joerg Eyfferth

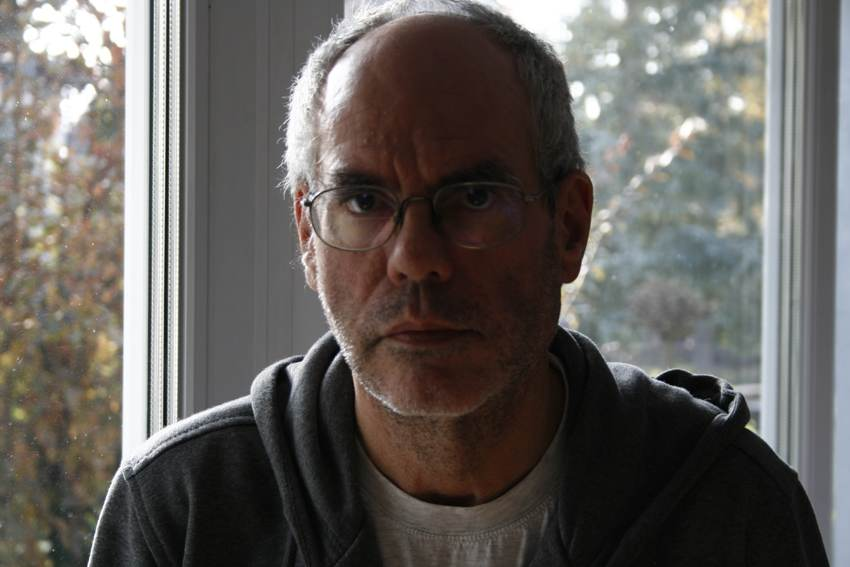
Joerg Eyfferth, November 2013

Joerg Eyfferth (* 14. Januar 1957 in Witzenhausen) ist ein deutscher Künstler und Maler.

## Leben
Joerg Eyfferth wurde in Witzenhausen in Nordhessen geboren. Die Eltern waren Jürgen Eyfferth und Krista Eyfferth (geborene Kratz). Der Vater war gelernter Photolithograph und lebte kurzzeitig in Hanau, bis sich die Familie in Frankfurt/Main niederließ. Die ersten beiden Lebensjahre verbrachte Joerg Eyfferth in Frankfurt, aus beruflichen Gründen zog die Familie anschließend nach Hamburg. Nach der Schule macht er eine Ausbildung zum Elektroniker und ließ sich anschließend zum Lithographen ausbilden.
Eyfferth arbeitete danach im väterlichen Betrieb, von der Reprophotographie über die Lithographie bis zum manuellen Andruck. Später übernahm er die Firma; im Zuge der damit verbundene Modernisierung kam er mit der elektronische Bildverarbeitung in Berührung.

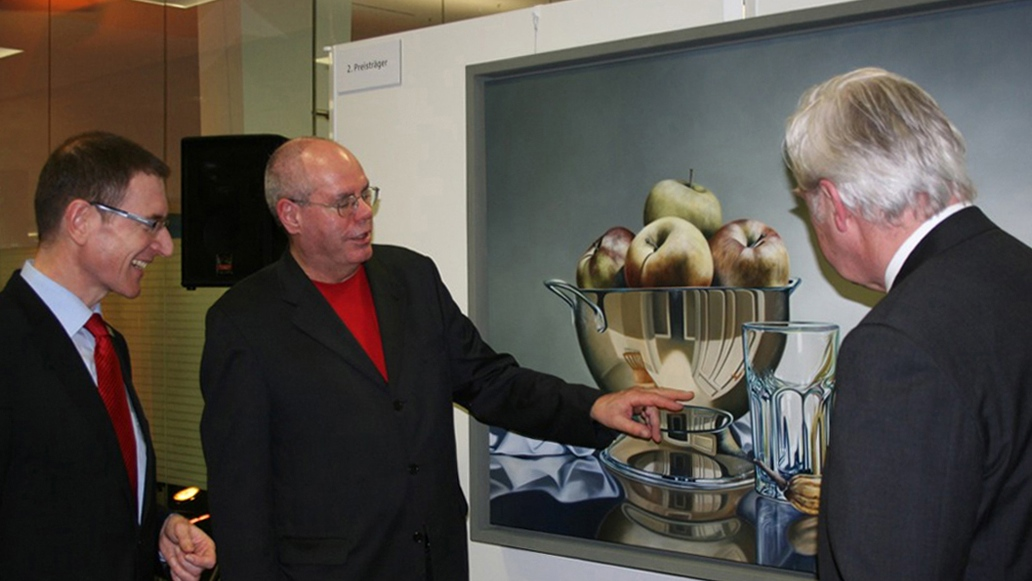
Joerg Eyfferth, 2011, Kunstpreis Karlsruhe

Seit 1982 beschäftigte sich Eyfferth intensiv mit der Weiterentwicklung seiner malerischen Fähigkeiten und dem autodidaktischen Studium der Kunstgeschichte. Seit 1993 arbeitet er als freischaffender Künstler; er lebt in Hanau. Seit 1994 stellt er seine Werke aus. 1997 erhielt Eyfferth vom damaligen Hanauer Kulturdezernenten Klaus Remer den mit 10.000,00 DM dotierten Cläre-Roeder-Münch-Preis der Stadt Hanau. Mit diesem Preis war eine Ausstellung im Museum des Schloss Philippsruhe verbunden. Im gleichen Jahr nahm er an der Art Cologne teil.
Im Jahr 2006 erhielt er den Kulturpreises des Main-Kinzig-Kreises für herausragende künstlerische Leistungen. Seit 2008 ist er an der Fachoberschule für Gestaltung an der Eugen-Kaiser-Schule tätig. Seit 2009 ist Eyfferth Vorsitzender des Hanauer Kulturvereins. Im Jahre 2011 wurde er als 2. Preisträger des Kunstpreises der Stiftung der Sparkasse Karlsruhe ausgezeichnet.

## Malweise

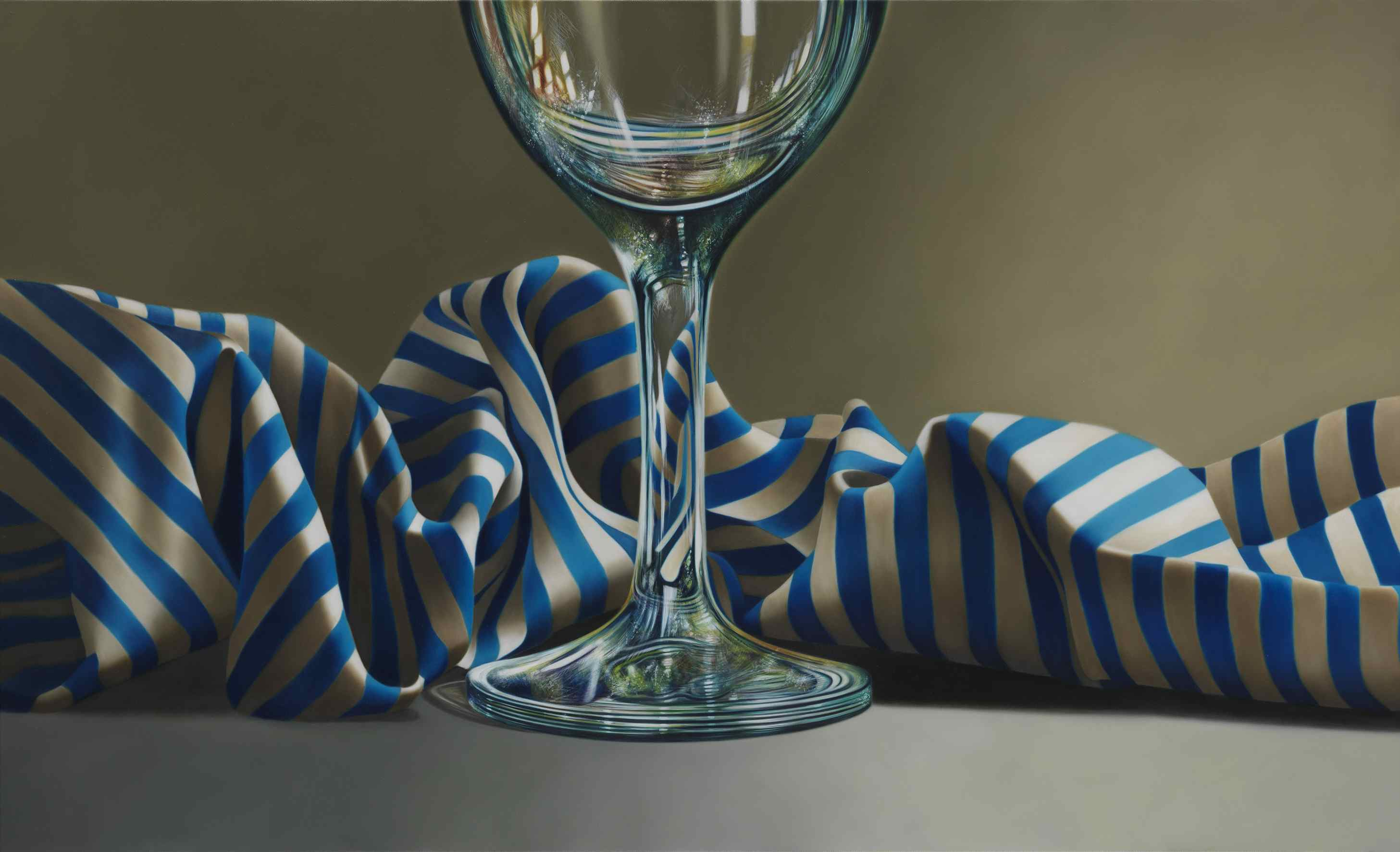
Glas 225,
2013, Öl auf Leinwand, 70 × 115 cm

Joerg Eyfferth beschäftigt sich mit dem Stillleben. Er reduziert die Komposition auf das für ihn Wesentliche. Glänzende, spiegelnde Oberflächen und Glas bilden den Ausgangspunkt für seine Bildarrangements. Die dargestellten Objekte erscheinen vor einem nicht definierten Hintergrund. Joerg Eyfferth interessieren die Brechung des Lichts in seiner vielfältigen Farbigkeit und Spiegelflächen mit ihren Verzerrungen.

## Ausstellungen
Seit 1994 wurden die Arbeiten von Joerg Eyfferth in über 50 Ausstellungen, meist in der Rhein-Main-Region, aber auch einige in anderen Bundesländern und dem Ausland, gezeigt. Neben einigen Gemeinschaftsausstellungen fand der Großteil davon als Einzelausstellung statt.
- Remisengalerie, Hanau (1994/2002/2004/2005/2008/2009/2010/2011)
- Forum der BMW-Niederlassung, Frankfurt/Main (1995)
- Museum-Hanau, Hanau (1997, Kunstpreis der Stadt Hanau/1999/2005/2007)
- Kunstkreis Norderstedt, Pinneberg (1997)
- Galerie Ulrich Gering, Frankfurt/Main (1998/1999/2002/2004/2005/2007/2008/2009/2012)
- Kunstpreis der Sparkasse, Karlsruhe (1998)
- Kunsthalle-Jameln, Jameln (1999)
- German-House-Gallery, New York (2000)
- Galerie Claudia Boer, Hannover (2000)
- Kunstpreis der Sparkasse, Esslingen (2002)
- Galerie Supper, Baden-Baden (2003/2005/2006/2009/2011/2014)
- Rice-Media-Center, Houston/Texas (2003)
- Kunstverein Bretten, Bretten (2005)
- Kunstverein Siegen, Siegen (2005/2006)
- Galeriemarlène, Zürich (2005/2010)
- Kunstraum 69, Hanau (2005)
- Museum-Giersch, Frankfurt/Main (2006/2011)
- Galeriestart-Hanau, Hanau (2007/2009)
- Museum-Malerkolonie, Kronberg/Taunus (2007)
- Heussenstammstiftung, Frankfurt/Main (2007)
- Galerie Reinacher, Berlin (2007)
- Sparkassenzentrale, Gelnhausen (2008)
- Altstadt-Galerie, Speyer (2009)
- Städtische Galerie, Speyer (2010)
- Kunstverein Bad Salzdetfurth, Bad Salzdetfurth (2010)
- Kunstpreis der Sparkasse, Karlsruhe (2011)
- Kunstverein Neustadt, Neustadt/Weinstraße (2011)

### Teilnahme an Fachmessen
- ART-Cologne
- ART-Frankfurt
- ART-Karlsruhe
- ART-Bodensee
- ART-Fair Köln
- Liste Köln
- Kunst Wien
- ART-Santa Fe/USA
- Kiaf-Seoul/Korea
- Realisme-Amsterdam
- ARTHelsinki

## Fernsehportrait
- Die Stilleben des Joerg Eyfferth; von Josef Kirchmaier, HR Bilderbogen, Juliane Hipp; ARD Buffet